# Заборонене кохання (фільм, 2008)
«Заборонене кохання» (англ. The Edge of Love) — американський художній фільм 2008 року режисера Джона Мейбері. Фільм присвячений відомому валлійському поетові Діланові Томасу, його дружині Кейтлін Макнамарі та обом їхнім супутникам — подружжю Кіліків.

## Сюжет
Під час Другої світової війни, в Лондоні, співачка Віра Філліпс (Кіра Найтлі) зустрічає поета і режисера-пропагандиста Ділана Томаса (Метью Ріс), який був її першим коханням. Між ними знову виникає роман, хоча тепер Ділан одружений з Кейтлін Макнамарою (Сієнна Міллер), життєрадісною жінкою, яка поступово стає близькою подругою Віри. Віра виходить заміж за одного зі своїх шанувальників – Вільяма, але коли його відправляють на фронт, вона вирішує повернутися до рідного Вельсу. Там вона буде змушена вибирати між двома чоловіками ...

## Ролі виконують
- Кіра Найтлі — Віра
- Сієнна Міллер — Кейтлін Макнамара[en]
- Кілліан Мерфі — Вільям Кіллік
- Метью Ріс — Ділан Томас

## Навколо фільму
- Світова прем'єра фільму відбулася на Единбурзькому кінофестивалі[en] 18 червня 2008 року. Через два дні він демонструвався в Лондоні та Дубліні, та того ж вечора в Свонсі (місце народження Ділана Томаса), де був присутній Метью Ріс.
- Виставка костюмів, сценаріїв і реквізиту з фільму демонструвалася в Центрі Ділана Томаса в Свонсі до вересня 2008 року.
- 27 червня 2008 року відбувся вихід кінострічки на екрани Великобританії та Ірландії.[1]

## Музика
У фільмі звучать пісні Анджело Бадаламенті у виконанні Кіри Найтлі, Сюсі Сю, Suggs, Патріка Вульфа та Бет Роулі.

### Список композицій
1. "Lovers Lie Abed"
2. "Overture/Blue Tahitian Moon"
3. "Underground Shelter"
4. "Hang Out the Stars in Indiana"
5. "After the Bombing/Hang Out the Stars in Indiana"
6. "A Stranger Has Come"
7. "Fire to the Stars"
8. "Careless Talk" (Бет Роулі)
9. "Careless Love"
10. "Love Me"
11. "Careless Talk"
12. "Drifting and Dreaming"
13. "Home Movies"
14. "Under Fire"
15. "Maybe It's Because I Love You Too Much"
16. "Vera Begs Dylan"
17. "Vera's Theme"
18. "Holding Rowatt"
19. "Careless Love" (Сюсі Сю)
20. "Caitlin's Theme"

## Нагороди
- 2009 — Премія «БАФТА Вельс» (Велика Британія):
  - за найкращий дизайн костюмів — Ейпріл Феррі[en]